# Wilsonville (Alabama)
Wilsonville es un pueblo ubicado en el condado de Shelby en el estado estadounidense de Alabama. En el censo de 2000, su población era de 1551.

## Demografía
En el 2000 la renta per cápita promedia del hogar era de $42,105, y el ingreso promedio para una familia era de $48,409. El ingreso per cápita para la localidad era de $21,112. Los hombres tenían un ingreso per cápita de $40,263 contra $25,598 para las mujeres.

## Geografía
Wilsonville está situado en 33°14′6″N 86°29′11″O / 33.23500, -86.48639 (33.234924, -86.486283)
Según la Oficina del Censo de los EE. UU., la ciudad tiene un área total de 15.52 millas cuadradas (40.19 km²).